# 10715 Наглер
10715 Наглер (10715 Nagler) — астероїд головного поясу, відкритий 11 вересня 1983 року.
Тіссеранів параметр щодо Юпітера — 3,280.